# Aloe patersonii
Aloe patersonii é uma espécie de liliopsida do gênero Aloe, pertencente à família Asphodelaceae.